# Kapel Onze-Lieve-Vrouw-ter-Hulpe

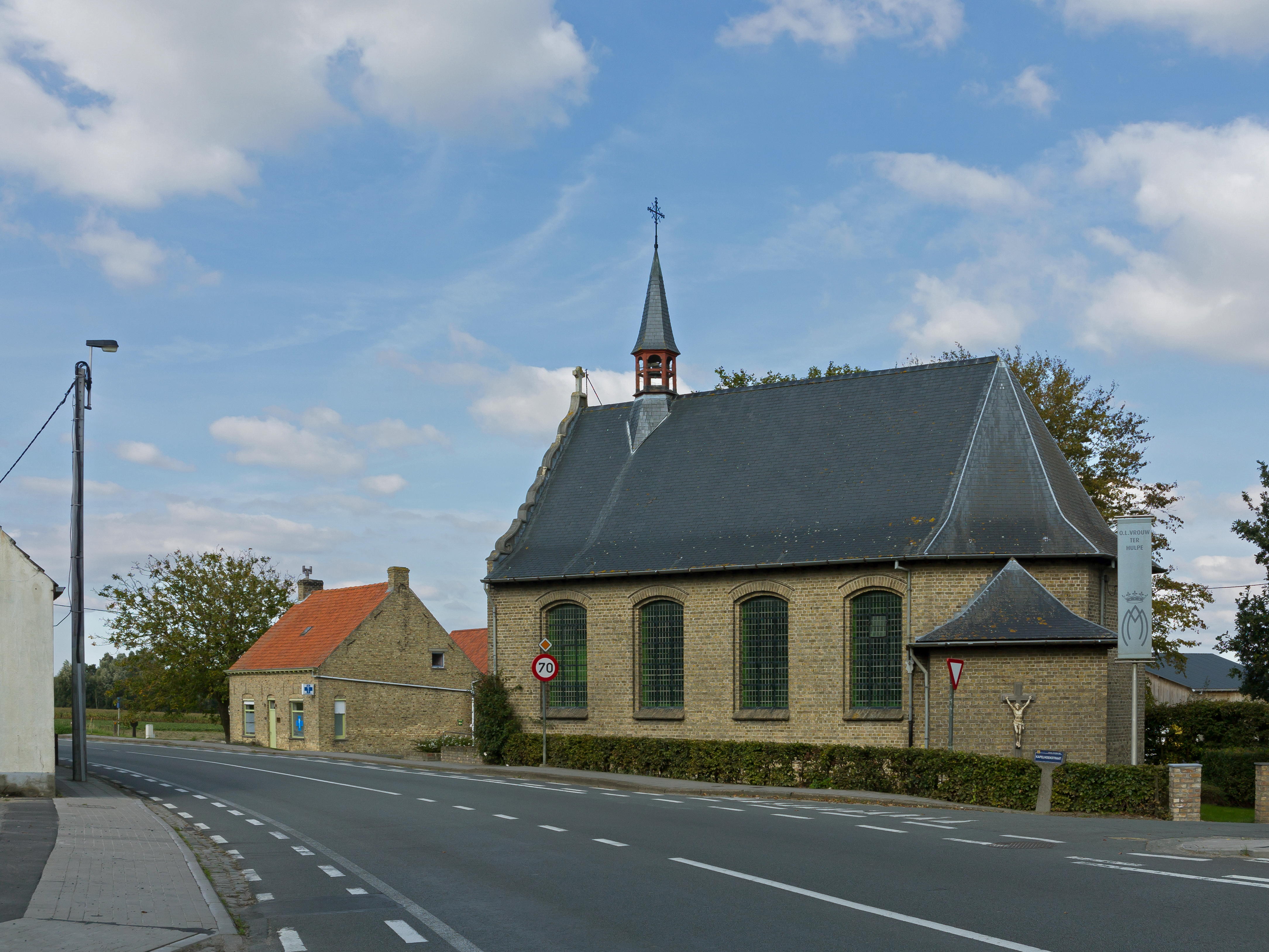
Kapel Onze-Lieve-Vrouw-ter-Hulpe

De Kapel Onze-Lieve-Vrouw-ter-Hulpe is een kapel in de tot de West-Vlaamse gemeente Diksmuide behorende plaats Esen, gelegen op de hoek van de Esenstraat en de Kapelhoekstraat.

## Geschiedenis
De oorspronkelijke kapel werd gebouwd in 1664, naar aanleiding van de vondst van een Mariabeeldje, in 1570 of begin 17e eeuw, in een boom. Men trachtte het beeldje in de Sint-Pieterskerk onder te brengen, maar steeds keerde het op wonderbaarlijke wijze terug in de boom. Tijdens de Franse tijd werd de kapel verkocht aan een particulier, maar in 1863 kreeg de parochie hem weer in bezit.
Tijdens de Eerste Wereldoorlog werd op 15 oktober 1914 de kapel betrokken als commandopost door commandeur Pierre Alexis Ronarc'h. De dag hierop trok hij zich terug, maar op 19 oktober betrok de Belgische generaal-majoor Scheere de kapel. Op 20 oktober trok ook Scheere zich terug, waarna de Duitsers zwaar geschut bij de kapel plaatsten. De kapel werd vernietigd, en in 1924-1925 in oorspronkelijke stijl herbouwd, naar ontwerp van Thierry Nolf.

## Gebouw
De betreedbare kapel is uitgevoerd in baksteen en gedekt door een zadeldak, waarop zich een dakruiter bevindt. De kapel werd in de oorspronkelijke stijl uitgevoerd, maar de voorgevel werd iets gewijzigd. Het interieur van het zaalkerkje wordt overwelfd door een houten tongewelf. Een drieluik verbeeldt episoden uit de geschiedenis van de kapel.